# José de San Martín (Chubut)
José de San Martín est une localité argentine, chef-lieu du département de Tehuelches, en province de Chubut.
Son altitude est de 740 mètres.

## Population
Sa population était de 1 453 habitants en 2001, ce qui représentait un accroissement de 6,4 % en dix ans.